# Grand Prix de l'industrie et de l'artisanat de Larciano 2017
La 40e édition du Grand Prix de l'industrie et de l'artisanat de Larciano a lieu le 5 mars 2017. La course fait partie du calendrier UCI Europe Tour 2017 en catégorie 1.HC. C'est également la troisième épreuve de la Coupe d'Italie de cyclisme sur route 2017.

## Équipes
Classé en catégorie 1.HC de l'UCI Europe Tour, ce Grand Prix de l'industrie et de l'artisanat de Larciano est par conséquent ouvert aux WorldTeams dans la limite de 70 % des équipes participantes, aux équipes continentales professionnelles, aux équipes continentales italiennes et à une équipe nationale italienne.
| WorldTeams (7)- Bahrain-Merida - Bora-Hansgrohe - Cannondale-Drapac - Katusha-Alpecin - Movistar Team - Orica-Scott - UAE Team Emirates Équipes continentales professionnelles (6)- Androni Giocattoli - Bardiani CSF - Gazprom-RusVelo - Nippo-Vini Fantini - Novo Nordisk - Wilier Triestina-Selle Italia Équipes continentales (5)- 0711/Cycling - D'Amico-Utensilnord - GM Europa Ovini - Sangemini-MG.Kvis - Unieuro Trevigiani-Hemus 1896 Équipe nationale- Italie |
| |

## Classements

### Classement final
| \| Classement général \| Classement général \| Classement général \| Classement général \| Classement général \| \| Coureur \| Coureur \| Pays \| Équipe \| Temps \| \| ------------------ \| ------------------ \| ------------------ \| ----------------------------- \| ------------------ \| \| 1er \| Adam Yates \| Royaume-Uni \| Orica-Scott \| 4 h 50 min 00 s \| \| 2e \| Richard Carapaz \| Équateur \| Movistar Team \| + 0 s \| \| 3e \| Rigoberto Urán \| Colombie \| Cannondale-Drapac \| + 0 s \| \| 4e \| Mattia Cattaneo \| Italie \| Androni-Sidermec-Bottecchia \| + 2 s \| \| 5e \| Egan Bernal \| Colombie \| Androni-Sidermec-Bottecchia \| + 2 s \| \| 6e \| Simon Clarke \| Australie \| Cannondale-Drapac \| + 4 s \| \| 7e \| Francesco Gavazzi \| Italie \| Androni-Sidermec-Bottecchia \| + 17 s \| \| 8e \| Filippo Pozzato \| Italie \| Wilier Triestina-Selle Italia \| + 18 s \| \| 9e \| Paolo Totò \| Italie \| Sangemini-MG.Kvis \| + 18 s \| \| 10e \| José Joaquín Rojas \| Espagne \| Movistar Team \| + 19 s \| |                    |             |                               |                 |
| |                    |             |                               |                 |
| Source : ProCyclingStats |                    |             |                               |                 |
| Classement général |                    |             |                               |                 |
| Coureur | Coureur            | Pays        | Équipe                        | Temps           |
| 1er | Adam Yates         | Royaume-Uni | Orica-Scott                   | 4 h 50 min 00 s |
| 2e | Richard Carapaz    | Équateur    | Movistar Team                 | + 0 s           |
| 3e | Rigoberto Urán     | Colombie    | Cannondale-Drapac             | + 0 s           |
| 4e | Mattia Cattaneo    | Italie      | Androni-Sidermec-Bottecchia   | + 2 s           |
| 5e | Egan Bernal        | Colombie    | Androni-Sidermec-Bottecchia   | + 2 s           |
| 6e | Simon Clarke       | Australie   | Cannondale-Drapac             | + 4 s           |
| 7e | Francesco Gavazzi  | Italie      | Androni-Sidermec-Bottecchia   | + 17 s          |
| 8e | Filippo Pozzato    | Italie      | Wilier Triestina-Selle Italia | + 18 s          |
| 9e | Paolo Totò         | Italie      | Sangemini-MG.Kvis             | + 18 s          |
| 10e | José Joaquín Rojas | Espagne     | Movistar Team                 | + 19 s          |

### UCI Europe Tour
Ce Grand Prix de l'industrie et de l'artisanat de Larciano attribue des points pour l'UCI Europe Tour 2017, par équipes seulement aux coureurs des équipes continentales professionnelles et continentales, individuellement à tous les coureurs sauf ceux faisant partie d'une équipe ayant un label WorldTeam.
| Position,          | 1er | 2e  | 3e  | 4e  | 5e | 6e | 7e | 8e | 9e | 10e | 11e | 12e | 13e | 14e | 15e | 16e à 30e | 31e à 40e |
| Classement général | 200 | 150 | 125 | 100 | 85 | 70 | 60 | 50 | 40 | 35  | 30  | 25  | 20  | 15  | 10  | 5         | 3         |

## Liste des participants
| Légende | Légende                                                                                               | Légende | Légende                                                    |
| ------- | --- | ------- | ---------------------------------------------------------- |
| Num     | Dossard de départ porté par le coureur sur ce Grand Prix de l'industrie et de l'artisanat de Larciano | Pos     | Position à l'arrivée de la course                          |
|         | Indique un maillot de champion national ou mondial, suivi de sa spécialité                            | NP      | Indique un coureur qui n'a pas pris le départ de la course |
| AB      | Indique un coureur qui n'a pas terminé la course                                                      | HD      | Indique un coureur qui a terminé la course hors des délais |